# Ewald André Dupont
Ewald André Dupont (Zeitz, Német Császárság, 1891. december 25. – Hollywood, Kalifornia, USA, 1956. december 12.) német forgatókönyvíró, filmrendező.

## Életpályája és munkássága
A filmmel elméletileg kezdett foglalkozni, s 1918-tól a német filmgyártás tevékeny munkása volt. Nevét az 1920-as évek közepén forgatott Varieté (1925) című artistatörténet tette ismertté, amelyben Emil Jannings és a magyar Putty Lia játszotta a főszerepet. A hangosfilm-korszak kezdetén Londonban dolgozott, majd visszatért Németországba, de 1933-ban az USA-ba költözött. Itt készült munkái közül 1945 után málunk is vetítették Az ördög konyhája (1939) című gengsztertörténetet. Élete vége felé hírnevének sikeréből élt, ún. „tehetség ügynökség”-et nyitott, s mint vállalkozó működött.

## Filmjei
| - Es werde Licht 1.-4. (1917-1918) - Gyilkosság tettes nélkül (Der Mord ohne Täter) (1920) - A fehér páva (Der weisse Pfau) (1920) - A sötétség gyermekei I.-II. (Kinder der Finsternis 1.-2.) (1921-1922) (filmrendező is) - Varieté (1925) (filmrendező is) - Szeress engem s a világ az enyém (Love Me and the World Is Mine) (1927) (filmrendező is) - Moulin Rouge (1928) (filmrendező is) - Atlantik (1929) (filmrendező is) - Két világ (Two Worlds) (1930) (filmrendező is) - A sál (The Scarf) (1951) (filmrendező is) - Big Town (1952-1953) (filmrendező is) | - Grand Babylon Hotel (Das Grand Hotel Babylon, 1920) - Régi törvény (Das alte Gesetz) (1923) - Piccadilly (1928) - Emberek ketrecben (Menschen im Käfig) (1930) - A maratoni futó (Der Läufer von Marathon) (1933) - Szerelem kell a hölgyeknek (Ladies Must Love) (1933) - Az illetlen püspök (The Bishop Misbehaves) (1935) - Itt jön egy fiú (A Son Comes Home) (1936) - Elfelejtett arcok (Forgotten Faces) (1936) - Egy rejtélyes éjszaka (Night of Mystery) (1937) - Az ördög konyhája (Hell's Kitchen) (1939) - Lányprobléma (Problem Girls) (1953) - A neandervölgyi ember (The Neanderthal Man) (1953) - Az acél hölgy (The Steel Lady) (1953) - Vissza a Kincses-szigetre (Return to Treasure Island) (1954) |

## Díjai
- Golden Globe-díj (1952) Pictura (megosztva: Luciano Emmer, Robert Hessens és Alain Resnais között)